# Platyverticula
Platyverticula is een geslacht van rechtvleugeligen uit de familie veldsprinkhanen (Acrididae). De wetenschappelijke naam van dit geslacht is voor het eerst geldig gepubliceerd in 1983 door Jago.

## Soorten
Het geslacht Platyverticula omvat de volgende soorten:
- Platyverticula eucteana Jago, 1983
- Platyverticula ritchiei Jago, 1983